# Entwertung (Philatelie)
Die Entwertung einer Briefmarke bedeutet das Kennzeichen einer gebrauchten Briefmarke durch einen Poststempel oder durch eine andere Entwertungsart, um eine erneute Verwendung der Briefmarke zu unterbinden.

## Entwertungsformen
Heute werden Briefmarken fast nur noch durch schwarze oder blaue Poststempel entwertet. Diese Stempel besitzen meist eine Kreisform und geben Ort und Datum der Abstempelung an. Eine besondere Form  des Poststempels ist der Sonderstempel.
Es gibt jedoch noch zahlreiche andere Entwertungsformen, die vor allem zu Beginn der Briefmarkenausgaben im 19. Jahrhundert zu finden sind. Zu den wichtigsten zählen:

### Vorausentwertung

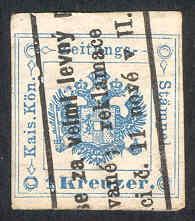
Vorausentwertung einer österreichischen Zeitungsstempelmarke durch Zeitungsdruck

Vorausentwertungen (auch VEs genannt) wurden von zahlreichen Ländern für Massenauslieferungen angewandt. Die zur damaligen Zeit gültigen Freimarken wurden durch spezielle Buchdruck- oder Handstempel im Voraus entwertet und so in ganzen Bögen an die Großauslieferer abgegeben. Dadurch erübrigte sich das einzelne Abstempeln der später verschickten Sendungen und der Postbetrieb wurde so vereinfacht.
Durch diese Vereinfachung des Postbetriebes kann man jedoch nicht mehr erkennen, ob eine Briefmarke bereits gebraucht wurde oder nicht. Deshalb durften Vorausentwertungen nur von speziellen Großkunden verwendet werden, die bei der Post registriert waren. Privatpersonen durften Briefe nicht mit vorausentwerteten Briefmarken frankieren.
In Frankreich und USA werden Vorausentwertungen durch Buchdruck noch heute verwendet.
Eine weitere Form der Vorausentwertung sind die Absenderstempelmaschinen. Der Absender stempelt mittels einer speziellen Maschine die Briefmarken auf der Sendung und liefert diese dann bei der Post ein. Dazu braucht er ebenfalls eine Genehmigung der Post. Diese VEs kommen heute in Deutschland, der Schweiz und Liechtenstein vor.
Eine besondere Form der Vorausentwertung ist die Entwertung durch den Zeitungsdruck. Diesen findet man bei österreichischen und französischen Zeitungsstempelmarken (für eine fiskalische Gebühr), die bereits vor dem Druck der Zeitungen auf diese geklebt und durch den Zeitungsdruck entwertet wurden. Da die Entwertung gleichzeitig mit dem Druck vonstattenging, handelt es sich hierbei im Grunde um keine „echte“ Vorausentwertung, sondern lediglich um eine Zeitungsdruckentwertung.

### Nachentwertung
Die Nachentwertung von Briefmarken ist eine Entwertungsform, die auch noch heute üblich ist. Dabei werden Briefmarken, die versehentlich nicht gestempelt wurden, nachträglich entwertet.
Eine Nachentwertung kann beispielsweise durch den Postboten geschehen, der die ungestempelte Briefmarke auf der Postsendung beim Austragen entdeckt. In solchen Fällen streicht er diese oft mit einem Kugelschreiber oder Ähnlichem durch.

Handschriftliche Entwertung „Sarajewo 20/7“

Wird die unentwertete Briefmarke bereits beim Ankunftspostamt entdeckt, wird diese durch eigene Poststempel entwertet. Auf ihnen findet sich der Hinweis „Nachträglich entwertet“.

### Federzugentwertung
Vor allem kleinere Postämter, die in den Anfangsjahren der Briefmarke noch keine eigenen Poststempel hatten, strichen diese einfach durch („Federkreuzentwertung“) oder schrieben handschriftlich den Ortsnamen und das Datum auf sie. Mitunter war die Federzugentwertung auch vorgeschrieben, und der Poststempel wurde neben der Frankatur abgeschlagen.
Handschriftlich entwertete Briefmarken aus dieser „klassischen“ Zeit erfreuen sich bei Philatelisten oft großer Beliebtheit, vor allem auf Brief.

### Lochentwertung
In manchen Ländern wurden Briefmarken auch durch eine Lochung entwertet. Dies findet man beispielsweise bei den ersten Briefmarken Spaniens. Lose Stücke können jedoch nicht von nachträglich gelochten (gefälschte) Stücken unterschieden werden.

Entwertung einer Zeitungsstempelmarke durch Fiskalstempel

### Scheren- oder Messerschnittentwertung
Eine weitere besondere Entwertungsform für Briefmarken ist die Scheren- oder Messerschnittentwertung. Dabei wird die zu entwertende Briefmarke durch eine Schere oder ein Messer  eingeschnitten. Dies geschah zum Beispiel im Osmanischen Reich, wo die Briefmarken jedoch auch gleichzeitig einen Poststempel erhielten.
Solche Entwertungen sind in den meisten Fällen bei Philatelisten weniger beliebt als eine reine Entwertung durch den Poststempel.

### Entwertung durch Fiskalstempel
Neben postalischen Entwertungen findet man manchmal auch fiskalische Abstempelungen. Diese Entwertungsform kann verschiedene Gründe haben und wird meisten bei den betreffenden Ausgaben in den Briefmarkenkatalogen näher erläutert.

## Philatelistische Bedeutung von Entwertungen

Unterschiedliche Abstempelungen am Beispiel einer Berliner Briefmarke von 1971

Früher wurden neben Feder- oder Farbstiften auch Lochungen oder Scherenschnitte dazu verwendet.
Als sammelwürdige entwertete Briefmarken gelten unter Philatelisten nur jene, auf denen Datum und Ort des Stempels gut ablesbar und idealerweise zentrisch platziert ist. Fragmentartige Stempel machen Briefmarken in den meisten Fällen nahezu wertlos. Ausnahme sind extrem seltene Briefmarken, insbesondere aus der Anfangszeit der Philatelie.
Postunternehmen bieten auch Abstempelungen an, die primär philatelistischen Zwecken dienen (wie beispielsweise die zu besonderen Anlässen verwendeten Sonderstempel). Auch die über Versandstellen verschickten Briefmarken mit aufgedruckten Stempeln fallen darunter. Früher galten Gefälligkeitsabstempelungen als gesucht, heute wird meist Abstempelungen aus dem realen Postverkehr der Vorzug gegeben.

## Fälschungen
Da viele ältere Briefmarken gestempelt oft viel seltener sind als postfrische, kommt es nicht selten zu Fälschungen der Stempel (Falschstempel). Eine andere Möglichkeit ist das Rückdatieren von echten Stempeln. Diese werden als verfälschte Stempel bezeichnet.
Es existieren ebenfalls zahlreiche Fälschungen der anderen Entwertungsformen zum Schaden der Sammler. Handschriftliche Entwertungen werden gerne gefälscht, da dies besonders leicht geht.